# Bundesanleihe
Le Bundesanleihen, in Italia e in altri Paesi comunemente note come Bund (termine usato come sostantivo maschile plurale), sono titoli di Stato decennali emessi dalla Germania.
In quanto titoli di Stato, sono uno degli strumenti finanziari con i quali il governo tedesco finanzia il proprio debito pubblico. I primi titoli di Stato di questo tipo emessi dalla Germania furono immessi sul mercato l'11 dicembre 1952. Le emissioni hanno scadenze variabili tra i 10 e 30 anni, sebbene al momento ci sono ipotesi di emettere titoli di questo tipo anche con scadenza 50 anni, come accade in Francia. I Bundesanleihen si differenziano dalle "obbligazioni federali" dette Bobl (dal tedesco Bundesobligation), che hanno una scadenza più breve, tipicamente cinque anni. I Bund prevedono un rendimento annuale fisso (cedola). Attualmente sono emessi in euro e sono quotati in borsa indicando la percentuale del valore nominale alla quale sono venduti.
Prestare denaro al Governo tedesco è considerato poco rischioso e, per questo, il rendimento del Bund è sistematicamente inferiore rispetto ai titoli di debito emessi dagli altri stati europei. Questo perché la Germania è un Paese generalmente affidabile agli occhi degli operatori finanziari, con conti dello Stato in ordine e con una politica economica stabile e rigorosa. I Bund sono tradizionalmente considerati il benchmark europeo per valutare lo spread, la differenza di rendimento, tra i titoli di Stato decennali tedeschi e quelli omologhi di altri Paesi europei.